# Stammzellapherese
Die Stammzellapherese (von griechisch Apherese = Wegnahme) ist ein Verfahren zur Separation, also der Herausfilterung, der im Blut enthaltenen Blutstammzellen. Das entstehende Blutprodukt, welches die Stammzellen enthält (das Apheresat), kann zum Therapieren verschiedener Krankheiten entweder dem Spender selbst (autolog) oder einem bedürftigen merkmalskompatiblen Patienten (allogen) transplantiert werden. Im letzten Fall stellt sie mittlerweile die bevorzugte Methode der Stammzellentnahme im Rahmen einer Transplantation dar, da sie weniger invasiv als eine Knochenmarkentnahme ist.

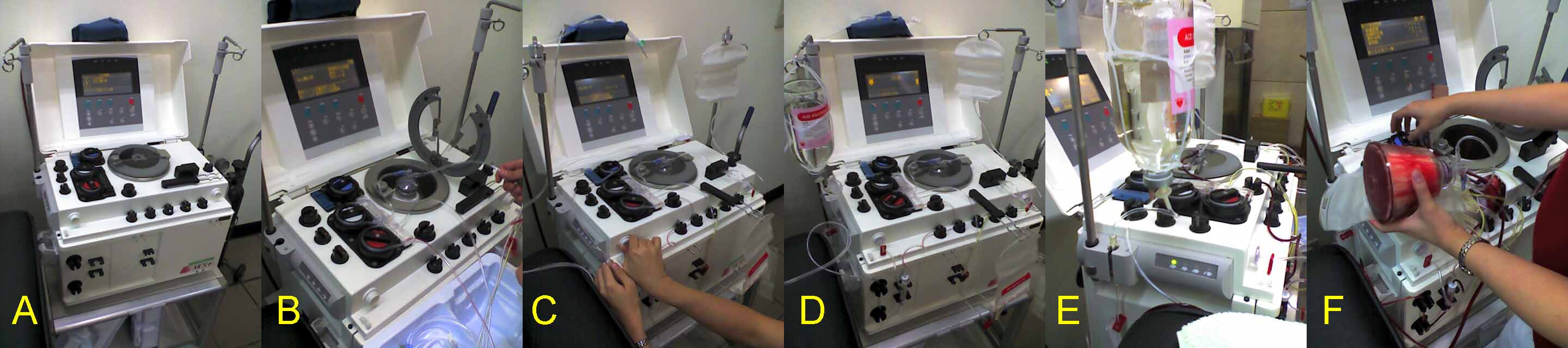
Vorbereitung (A–D), Betrieb (E) und Zerlegung einer Apheresemaschine nach der Nutzung (F). In diesem Fall wurden Blutplättchen gespendet, der prinzipielle Vorgang ist jedoch bei jeder Apherese gleich. Apheresemaschinen mit einem ausgedehnten, durch farbige Linien geführten, Schlauchsystem auf der Vorderseite sind ebenfalls gängig.

## Verfahren
Bildung und Proliferation von Blutstammzellen geschehen zum überwiegenden Teil in den großen Knochen des Körpers, z. B. dem Becken. Die dort gebildeten sogenannten Progenitorzellen haben die Möglichkeit, sich zu weißen Blutkörperchen oder zu roten Blutkörperchen zu entwickeln. Nur ein kleiner Teil verlässt dabei das Knochenmark, ohne in irgendeiner Art ausdifferenziert, d. h. auf einen konkreten Zelltyp „festgelegt“, zu sein. Ziel der Apherese ist es, genau diese noch nicht ausdifferenzierten (multipotenten) Zellen aus dem Blutkreislauf zu gewinnen.
Da der größte Teil der Stammzellen im Knochenmark verbleibt, wird beim Spender, abhängig von Art und Indikation der Apherese, einige Tage vorher mit der Gabe des natürlichen, auch im Körper vorkommenden Wachstumshormons G-CSF begonnen, das die Produktion von Stammzellen anregt. Es wird im Regelfall durch kleine Spritzen subkutan (wie z. B. auch Insulin) verabreicht, weshalb es sich der Spender auch selbst spritzen kann. Es wird immer eine genau berechnete Menge des Medikaments ausgegeben und der Spender eingehend vor der ersten Gabe über die (Neben-)Wirkungen (siehe unten) aufgeklärt, um eine Überdosierung zu vermeiden. Richtig angewendet führt G-CSF zu einer kontrollierten übermäßigen Produktion der Stammzellen, welche dadurch auch vermehrt in den Blutkreislauf gelangen, obwohl sie noch nicht ihr finales Entwicklungsstadium erreicht haben.
Bevor ein Spender spenden kann, muss er von der ärztlichen Leitung seiner Spenderdatei in Abstimmung mit den Entnahmeärzten zur Spende freigegeben werden. Basis dieser Freigabe sind die Befunde von eingehenden Voruntersuchungen, aber auch weitere Angaben des Spenders auf Fragebögen (z. B. zu familiär bedingten oder seltenen Krankheiten) oder in persönlichen Gesprächen. (Für Referenzen und weitere Informationen siehe.)
Am Tag der Apherese wird der Spender mithilfe zweier Venenkatheter an seinen Armen an eine Apheresemaschine angeschlossen. Das Blut wird dabei aus einem Arm entnommen und zentrifugiert. Die Blutbestandteile werden dadurch räumlich nach ihrer Dichte getrennt, sodass die benötigten Blutstammzellen zielgerichtet „abgesaugt“ werden können. Nach der Filterung werden die einzelnen Blutbestandteile wieder miteinander gemischt und das Blut wird in den anderen Arm zurückgeführt. Das Verfahren wird ambulant in speziellen Kliniken, bei Blutspendediensten oder direkt bei Stammzellspenderdateien durchgeführt.
Typischerweise läuft das gesamte Blut des Spenders etwa viermal durch die Apheresemaschine, was in etwa 3–4 Stunden in Anspruch nimmt. Das Volumen des entstehenden Apheresats ist abhängig von der Konzentration der benötigten Zellen im Blut des Spenders, generell jedoch geringer als bei einer Blutspende. Abhängig ist die zuvor erwähnte Konzentration von verschiedenen Faktoren, unter anderem Geschlecht und Alter. Ist die Ausbeute an Stammzellen eines Tages nicht hoch genug, kann am folgenden Tag eine weitere Sammlung durchgeführt werden.
Die gewonnenen Präparate („Beutel“), die die nach der Gewinnung bei Normaltemperaturen nur etwa 72 Stunden lebensfähigen Stammzellen  enthalten, werden gekühlt gelagert und transportiert, um die Lebensspanne der Zellen zu verlängern. Dabei sind sowohl Temperaturen um 4–9 °C mithilfe von speziellen Kühlakkus als auch die so genannte Kryokonservierung geeignet, bei der das Apheresat in Stickstofftanks tief gekühlt bei bis zu −196 °C (üblicherweise −160 °C) aufbewahrt wird. Dabei steigert die leichte Kühlung der Zellen deren Lebensdauer nicht übermäßig, zu niedrige Temperaturen vernichten allerdings auch mehr Zellen. Eine Kryokonservierung wird vor allem dann in Betracht gezogen, wenn die Gabe der Zellen beim Empfänger nicht sofort oder nur in Teilschritten erfolgen soll.

## Mögliche Beschwerden und Nebenwirkungen
Die Wirkung von G-CSF ist nicht allein auf die Knochen beschränkt. Da es als Hormon auf das Immun- und das blutbildende System einwirkt, wird im Vorfeld oftmals eine Milzsonografie angeordnet, um die Milz als ebenfalls in dieses System eingebundene Organ auf normale Funktion zu prüfen. Daneben werden verschiedene Blutproben entnommen und ein EKG gemacht, unter anderem, um das Gerinnungsverhalten des Blutes des Spenders zu untersuchen und um Kreislaufprobleme während der Apherese zu minimieren.
Während der Medikamenteneinnahme können grippeartige Symptome auftreten, die sich dadurch erklären, dass G-CSF ein natürliches Hormon des Körpers ist, welches dieser z. B. während einer Grippe-Erkrankung ausschüttet, um verstärkt weiße Blutkörperchen zur Stärkung des Immunsystems zu bilden. Da die zu sammelnden Stammzellen (CD34pos) zu den weißen Blutkörperchen gehören, nutzt man die Funktion des G-CSF, um deren Anzahl im Körper zu erhöhen. Die dadurch bedingte erhöhte Aktivität im Knochenmark führt zu den bekannten grippeartigen Knochenschmerzen. Auch wurden in Einzelfällen bei den Spendern Kopfschmerzen oder eine leicht depressive Stimmung beobachtet. Die Ausprägung all dieser Beschwerden in Reaktion auf das G-CSF ist bei jedem Menschen jedoch verschieden stark, manche spüren sogar überhaupt keine. Gegebenenfalls können die Schmerzen durch die Gabe z. B. von Paracetamol gemildert werden.
Während des Apheresevorgangs selbst klingen die oben beschriebenen eventuellen Beschwerden bereits teilweise ab, allerdings führt der 3- bis 4-stündige Apheresevorgang zwangsläufig bei einigen Personen zu Unwohlsein. So kann eine Citratreaktion auftreten, sodass die Arme und/oder Hände der Spender während der Apherese anfangen können, zu kribbeln oder an den Einstichstellen der Nadeln zu brennen. Die Beschwerden werden jedoch im Allgemeinen als erträglich bezeichnet und können auch während der Apherese behandelt werden. Ernstere, wenngleich im Allgemeinen sehr seltene, Komplikationen können Kreislaufbeschwerden bis hin zum Kollaps sein, die jedoch durch die eingehenden Voruntersuchungen und ständige Überwachung des Spenders während der Apherese in der Regel frühzeitig erkannt werden sollten. Die Beweglichkeit der Arme ist während der Apherese nur einseitig beschränkt. Diese Einschränkung resultiert aus einer nicht beweglichen  Nadel zur Blutentnahme in dem einen Arm des Spenders. Da die Rückführung des Blutes jedoch mit Hilfe eines peripheren Venenkatheters erfolgt, lässt sich der andere Arm bewegen. Die Toilette kann während der gesamten Spende aufgesucht werden. Hierzu wird der unbewegliche Arm zur Vermeidung von Schmerzen, die aus der unbeabsichtigten Bewegung des Armes resultieren können, in einer Schiene fixiert. Nach der Apherese ist der Spender meist für den restlichen Tag krankgeschrieben, da der Vorgang eine nicht unerhebliche Belastung für den Körper darstellt.

## Anwendungen
Bei schwer erkrankten Krebspatienten sind Hochdosisstrahlen- und Chemotherapien nötig. Da diese aber einen Großteil der Zellen im Blut des Patienten abtöten, wird vor der Behandlung eine Apherese durchgeführt. Die Stammzellen werden dann nach den Therapien in den Blutkreislauf des Patienten gegeben und beginnen dort mit dem Neuaufbau.
Bei autologen Spenden ist der Spender auch gleichzeitig der Patient: Er spendet seine eigenen Stammzellen für sich. Allogene Spender hingegen spenden ihre Stammzellen entweder Familienmitgliedern oder auch vollkommen fremden Personen. Dies ist jedoch nur möglich, wenn die HLA-Merkmale von Spender und Patient zusammenpassen.
Nähere Informationen über Methoden und Ablauf von Stammzelltransplantationen siehe dort.